# Saeed Al Mowalad
Saeed Al Mowalad (Dzsidda, 1991. március 9. –) szaúd-arábiai labdarúgó, az élvonalbeli El-Áhlí hátvédje.

## Pályafutása

### A válogatottban
2014. november 6-án mutatkozott be a szaúd-arábiai válogatottban, a Palesztina elleni barátságos mérkőzésen.

## Statisztika

### A válogatottban
| Szaúd-Arábia | Szaúd-Arábia | Szaúd-Arábia |
| Év           | Mérk.        | Gólok        |
| ------------ | ------------ | ------------ |
| 2014         | 6            | 0            |
| 2015         | 1            | 0            |
| 2017         | 3            | 0            |
| 2018         | 6            | 0            |
| Összesen     | 16           | 0            |

## Sikerei, díjai
El-Áhlí
- AFC-bajnokok ligája ezüstérmes: 2012
- Szaúd-arábiai kupa ezüstérmes: 2014